# Джон Лайдън
Джон Лайдън, известен и като Джони Ротън от годините на Секс Пистълс, е английски вокал и текстописец. Известен е като вокал на Секс Пистълс, групата която поставя началото на пънк движението в Обединеното кралство. По-късно става вокал на групата Пъблик Имидж Лимитид, която съществува и до днес. Роден е на 31 януари 1956 г. в Лондон. Пълното му име е Джон Джоузеф Лайдън.